# Mailen Auroux
Mailen Auroux (ur. 25 lipca 1988 w Buenos Aires) – argentyńska tenisistka, reprezentantka kraju w Pucharze Federacji.

## Kariera tenisowa
Starty w zawodowych turniejach rozpoczęła jako szesnastolatka, w 2004 roku. Pierwszy poważniejszy sukces odniosła w 2006 roku na turnieju rangi ITF w Santiago, gdzie po przejściu kwalifikacji dotarła w turnieju głównym do finału gry pojedynczej. Pierwszy wygrany turniej odnotowała w lipcu 2007 roku w Prokuplje, w którym pokonała w finale Indire Akiki. W sumie wygrała dwanaście turniejów w grze pojedynczej i dwadzieścia dwa w grze podwójnej rangi ITF.
Od 2010 roku reprezentowała Argentynę w rozgrywkach Pucharu Federacji.
W 2010 roku zadebiutowała w rozgrywkach cyklu WTA Tour, biorąc udział w kwalifikacjach do turnieju gry pojedynczej w Bogocie. W 2012 roku na tym samym turnieju, partnerując Maríí Irigoyen, dotarła do ćwierćfinału gry podwójnej. Osiągnięcie to powtórzyła w 2013 roku.

## Wygrane turnieje rangi ITF
| turnieje z pulą nagród 100 000 $ |
| turnieje z pulą nagród 75 000 $  |
| turnieje z pulą nagród 50 000 $  |
| turnieje z pulą nagród 25 000 $  |
| turnieje z pulą nagród 15 000 $  |
| turnieje z pulą nagród 10 000 $  |

### Gra pojedyncza
|     | Data       | Turniej      | ($)    | Naw.   | Finalistka         | Wynik            |
| 1.  | 15/07/2007 | Prokuplje    | 10 000 | ziemna | Indire Akiki       | 4:6, 6:1, 6:3    |
| 2.  | 22/07/2007 | Krajowa      | 10 000 | ziemna | Chayenne Ewijk     | 6:7(3), 6:2, 6:2 |
| 3.  | 20/10/2007 | Serra Negra  | 10 000 | ziemna | Tatiana Bua        | 6:0, 6:0         |
| 4.  | 27/10/2007 | Itu          | 10 000 | ziemna | Christina McHale   | 7:5, 6:2         |
| 5.  | 02/05/2009 | Buenos Aires | 10 000 | ziemna | Maria Irigoyen     | 6:2, 6:3         |
| 6.  | 30/08/2009 | Barueri      | 10 000 | twarda | Natalia Guitler    | 6:4, 6:2         |
| 7.  | 06/09/2009 | Celeya       | 10 000 | ziemna | Alejandra Granillo | 6:3, 6:1         |
| 8.  | 27/09/2009 | Obregon      | 10 000 | twarda | Nathalia Rossi     | 6:3, 6:0         |
| 9.  | 03/10/2009 | Juarez       | 10 000 | ziemna | Paula Ormaechea    | 2:6, 6:2, 6:3    |
| 10. | 12/06/2010 | Cordoba      | 10 000 | ziemna | Agustina Lepore    | 5:3 krecz        |
| 11. | 19/06/2010 | Buenos Aires | 10 000 | ziemna | Paula Ormaechea    | 6:1, 7:5         |
| 12. | 28/08/2010 | Buenos Aires | 10 000 | ziemna | Vanesa Furlanetto  | 6:2, 7:5         |